# 印支棱皮树蛙
印支棱皮树蛙（学名：Theloderma gordoni）一种分布于泰国、老挝、越南及中国云南等地区的两栖动物，隶属于树蛙科棱皮树蛙属。

## 形态特征
印支棱皮树蛙雌蛙体长36.4～46.7毫米。身体背部皮肤极其粗糙，散布大量棱状或疣状腺体，其间具小型颗粒疣；腹面具小型颗粒疣。背部呈深褐色或咖啡色，部分棱状或疣状腺体呈浅棕色或橘黄色；四肢背面有深橄榄绿和紫色交叉排列的横纹；腹面浅灰蓝色，散以大量黑色不规则花纹。

## 保护
本种于2023年被收录入《有重要生态、科学、社会价值的陆生野生动物名录》。